# Margarete Wittkowski
Margarete „Grete” Wittkowski (ur. 18 sierpnia 1910 w Poznaniu, zm. 20 października 1974 w Singen) – wschodnioniemiecka polityk i ekonomistka, działaczka KPD, a następnie SED, członkini Komitetu Centralnego SED, deputowana do Volkskammer (1952-1958 i 1963-1967), wicepremier rządu NRD (1961-1967) i prezes Banku Centralnego NRD (1967-1974).

## Życiorys
Córka żydowskiego przedsiębiorcy Martina Wittkowskiego i pochodzącej z Katowic pianistki Berty Königsberger, zamordowanej w obozie Auschwitz. W latach 1929–1932 studiowała ekonomię w Berlinie. Od początku lat 30. była zaangażowana w ruch syjonistyczny. W 1932 r. wstąpiła do Komunistycznej Partii Niemiec (KPD). Po dojściu do władzy przez nazistów, wyemigrowała do Szwajcarii, gdzie na Uniwersytecie w Bazylei obroniła w 1934 r. doktorat pod kierunkiem Hermana Schmalenbacha.
W kolejnych latach zajęła się pracą naukową, zajmując się głównie tematyką polityki gospodarczej państw faszystowskich, jednocześnie wspierała opozycję antyhitlerowską, a pod kryptonimem Hilde była zaangażowana w działanie komunistycznego podziemia, jak i zagranicznych struktur KPD, redagowała partyjne gazety Süddeutsche Volksstimme i Süddeutsche Informationen i zajmowała się ich dystrybucją. W listopadzie 1938 została aresztowana w Zurychu i wydalona ze Szwajcarii, po czym przeniosła się do Anglii, gdzie kierowała emigracyjnymi strukturami KPD i nawiązała współpracę z Harrym Polittem, jednym z założycieli Komunistycznej Partii Wielkiej Brytanii.

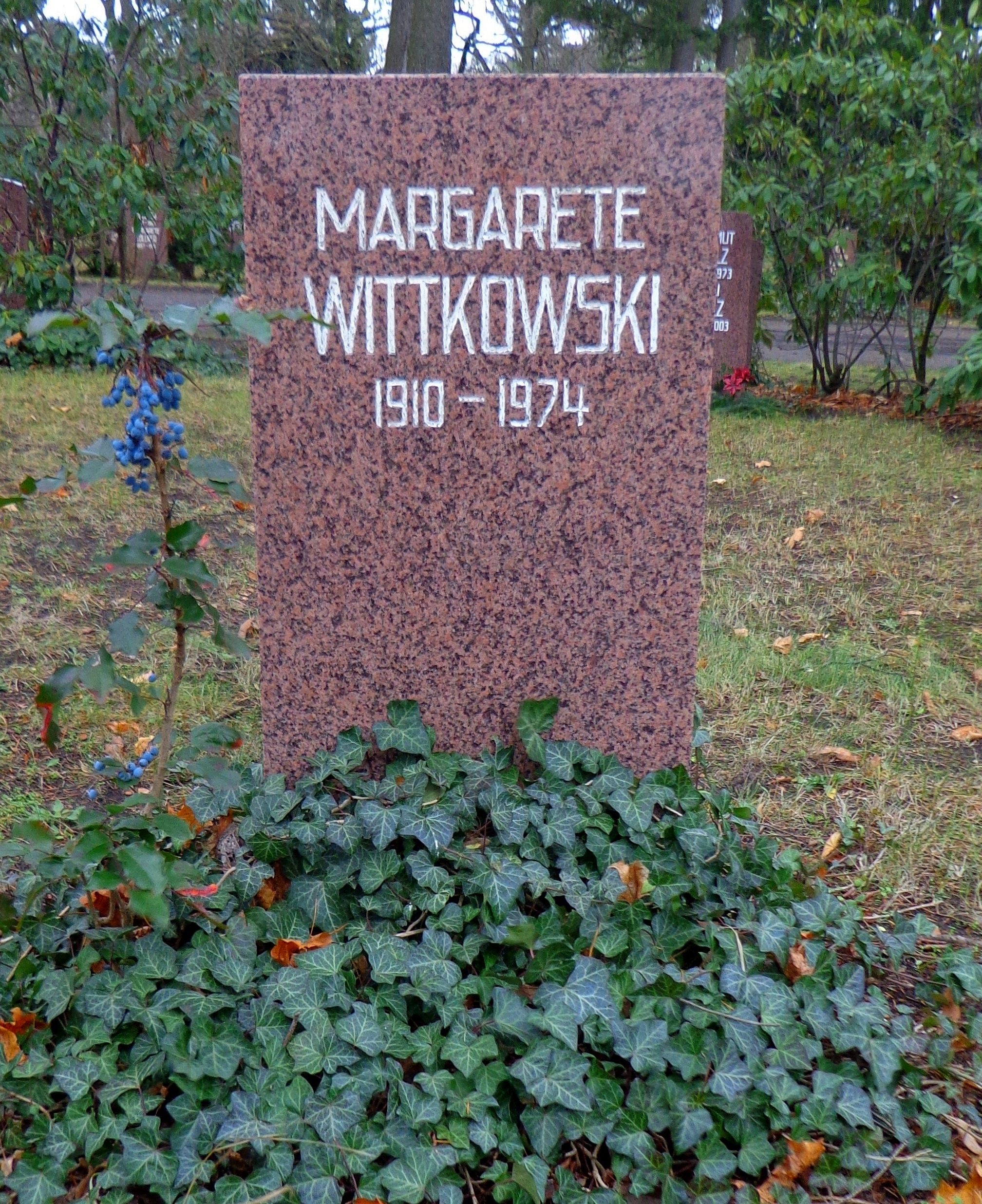
Grób Margarete Wittkowski

Po zakończeniu wojny Margarete Wittkowski wróciła do Berlina i początkowo pracowała jako dziennikarka ekonomiczna. W 1946 r. została członkiem SED. Wraz z Jürgenem Kuczynskim założyła tygodnik Die Wirtschaft i przez pewien czas kierowała działem ekonomicznym partyjnego dziennika Neues Deutschland. W 1948 r. objęła obowiązki wiceprzewodniczącej Centralnej Administracji Planowania w Niemieckiej Komisji Gospodarczej. W latach 1951–1954 pełniła funkcję prezesa Związku Niemieckich Spółdzielni Konsumenckich. Między 1953 a 1954 r. pełniła obowiązki ministra handlu i zaopatrzenia. W 1954 r. została członkiem Komitetu Centralnego SED. Od 1954 do 1958 r. pełniła funkcję wiceprzewodniczącej w Państwowej Komisji Planowania. Podczas XXV Plenum Komitetu Centralnego w lutym 1958, w związku z krytyką gospodarczych planów sekretarza generalnego Waltera Ulbrichta, została tymczasowo zdegradowana do rangi kandydata do Komitetu Centralnego.
Od 9 lutego 1961 do 14 lipca 1967 Wittkowski była wiceprzewodniczącą Rady Ministrów NRD odpowiedzialną za handel, zaopatrzenie i produkcję dóbr konsumpcyjnych. W 1967 roku została powołana na stanowisko prezesa Banku Centralnego NRD. Funkcję sprawowała do śmierci w 1974 r.
Wittkowski została pochowana na Cmentarzu Centralnym Friedrichsfelde w Berlinie.